# Ausländerfeindliche Parolen auf Sylt 2024

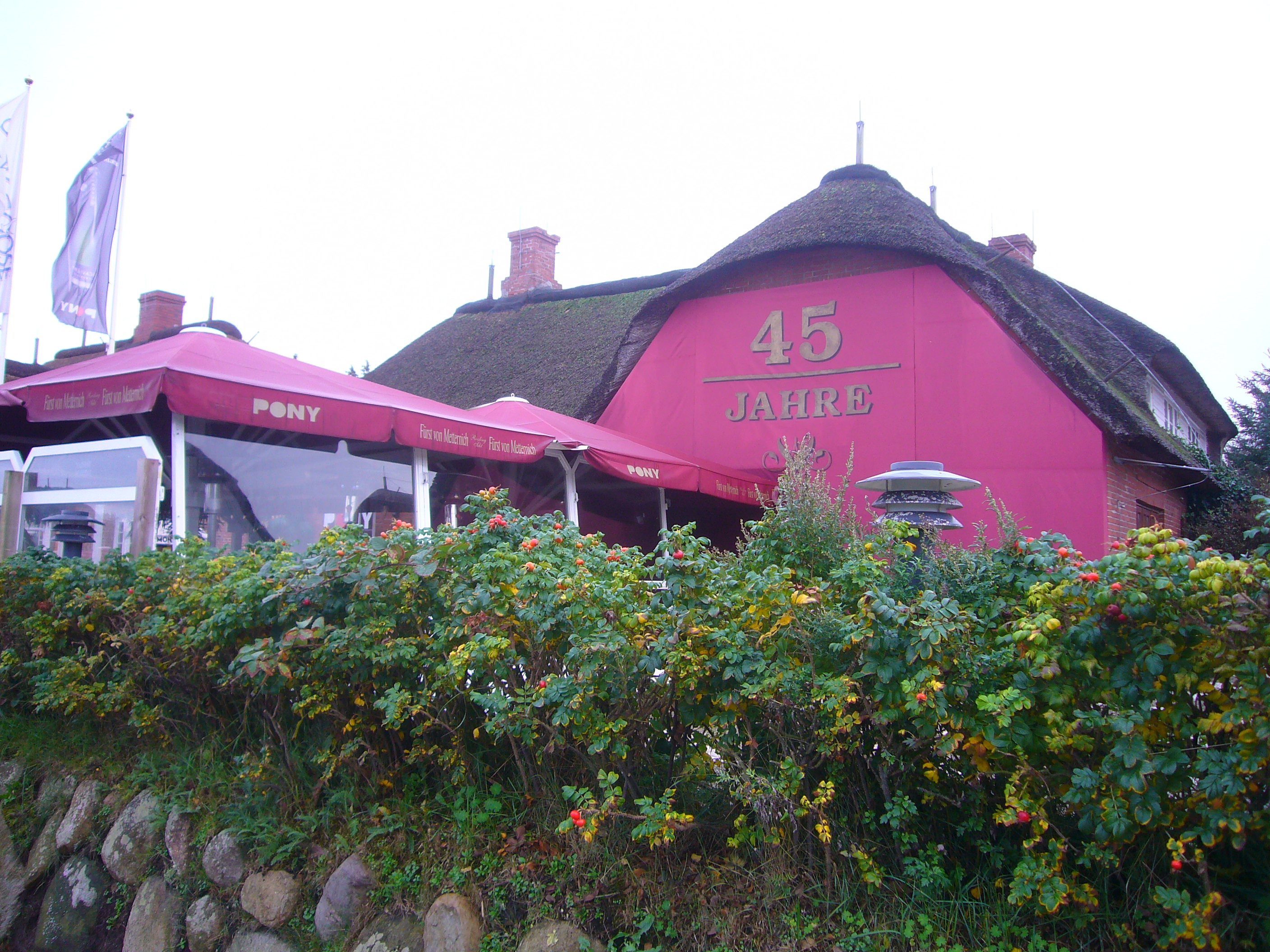
Club Pony in Kampen (2006), in dem das Video aufgenommen wurde

Das Singen ausländerfeindlicher Parolen auf Sylt ereignete sich am 19. Mai 2024 im Außenbereich der Bar Pony in Kampen. Hierbei intonierten bis zu fünf Gäste während einer exklusiven Feier zum Lied L’amour toujours die Parole „Deutschland den Deutschen, Ausländer raus!“. Zudem deutete ein Gast zum Takt winkend den Hitlergruß an. Ein Video des Vorfalls verbreitete sich im Internet und sorgte für bundesweite Medienberichterstattung, Kritik sowie strafrechtliche Ermittlungen. Die Kombination aus Text und Melodie geht auf ein seit Oktober 2023 in den sozialen Medien verbreitetes Meme zurück. Das Verwenden der Parole führte in Deutschland zu mehr als 360 Polizeieinsätzen (Stand: Juli 2024). Während die strafrechtlichen Ermittlungen bezüglich der Vorgänge auf Sylt abgesehen vom Zeigen des Hitlergrußes eingestellt wurden, führte das Bekanntwerden des Videos zur Kündigung mehrerer Beteiligter. Der Vorfall löste zudem eine Diskussion über Ausländerfeindlichkeit in der Mittel- und Oberschicht aus.

## Video
Das 14 Sekunden lange Handy-Video zeigt eine Gruppe von Feiernden im Außenbereich eines gastronomischen Betriebs, die zu den Klängen von Gigi D’Agostinos L’amour toujours „Ausländer raus, Deutschland den Deutschen, Ausländer raus“ singen. Die Örtlichkeit wurde später als der Club Pony in Kampen identifiziert. Auf dem Video ist zunächst eine Frau im Vordergrund zu sehen, die den Text intoniert, danach zwei Feiernde, die sich ebenfalls singend mit dem Handy selbst filmen. Nach einem Bildschwenk fällt vor allem ein Mann auf, der winkend einen Hitlergruß andeutet und Zeige- und Mittelfinger der linken Hand nutzt, um einen Hitlerbart zu imitieren. Anschließend bricht der Clip ab. Das Video wurde am Pfingstsonntag aufgenommen und in einer privaten Chatgruppe gepostet. Es verbreitete sich von dort aus im Anschluss in den Sozialen Medien.
Solange nur das Handyvideo vorlag, konnte nicht beurteilt werden, wie viele Personen auf der Party mitgesungen haben und wie lange der Vorgang insgesamt dauerte. Erst die Auswertung eines Überwachungsvideos der Gaststätte ergab, dass mutmaßlich nicht mehr als fünf Personen an den Gesängen teilgenommen haben.

## Hintergründe

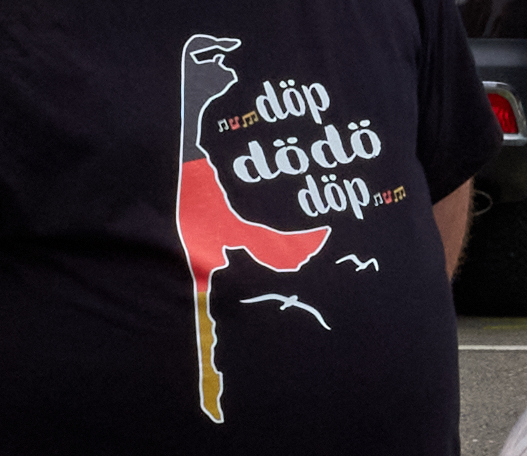
Auf den Gesang anspielendes T-Shirt mit Sylt-Silhouette in Schwarz-Rot-Gold bei einer Veranstaltung des rechtsextremen Compact-Magazins (2024)

Seit Oktober 2023 verbreiteten sich zahlreiche Videos auf YouTube, Instagram und TikTok, in denen zur Melodie von L’amour toujours der fremdenfeindliche Text „Ausländer raus, Deutschland den Deutschen, Ausländer raus“ gesungen wird. Von diesem Lied wurden auch schon früher unter dem Titel „Remigrationshymne“ Remixe erstellt, die als Hintergrundmusik von Videos teilweise viral gingen und daher bekannt waren. Danach kam es deutschlandweit immer wieder zu Vorfällen, bei denen zum Beispiel in Diskotheken, auf Dorffesten oder Abiturpartys der fremdenfeindliche Text zur Melodie des Liedes gesungen wurde.
Dies führte zu zahlreichen Anzeigen und Ermittlungsverfahren wegen Volksverhetzung und Verwendens von Kennzeichen verfassungswidriger und terroristischer Organisationen.
Dabei hatte das Bundesverfassungsgericht in Karlsruhe bereits 2010 entschieden, dass die Rechtsprechung der Fachgerichte, die Parole „Ausländer raus“ erfülle für sich genommen nicht den Straftatbestand der Volksverhetzung, wenn nicht weitere Begleitumstände hinzutreten, keinen verfassungsrechtlichen Bedenken begegne. Bejaht wurde ein Angriff auf die Menschenwürde, ein Aufhetzen zum Hass gegen Teile der Bevölkerung und eine Eignung, den öffentlichen Frieden zu stören, (und damit Volksverhetzung) allerdings durch das vom Bundesverfassungsgericht zitierte Oberlandesgericht Hamm, wenn kurz nach ausländerfeindlichen Übergriffen aus einer Menge hinaus die Parole „Ausländer raus!“ gegrölt werde und dabei von der Menge eine schwarz-weiß-rote Flagge und eine Reichskriegsflagge mitgeführt würden und an einem Asylbewerberheim vorbeigegangen werde.
Die weisungsgebundene Staatsanwaltschaft muss beim Anfangsverdacht einer Straftat zunächst die Ermittlungen aufnehmen. Die öffentliche Klage erhebt sie jedoch nur, wenn sie von der Strafbarkeit der Handlung überzeugt ist (also nach ihr hinreichender Tatverdacht vorliegt), § 170 StPO.

## Strafrechtliche Ermittlungen

### Sylt
Die Staatsanwaltschaft Flensburg leitete nach Bekanntwerden des Videos Ermittlungsverfahren wegen des Anfangsverdachts der Volksverhetzung sowie des Verwendens von Kennzeichen verfassungswidriger und terroristischer Organisationen ein.
Im April 2025 stellte die Staatsanwaltschaft die Ermittlungen wegen des Vorwurfs der Volksverhetzung gegen vier Beschuldigte, die die Parole „Deutschland den Deutschen, Ausländer raus!“ gesungen hatten, mangels Tatverdacht ein. Sie bewertete die Aussage als von der Meinungsfreiheit gedeckt. Für eine Strafbarkeit wegen Volksverhetzung sei notwendig, dass nicht nur „Vorbehalte und Ablehnung“ zum Ausdruck gebracht würden, sondern darüber hinausgehend „aggressive Missachtung und Feindschaft in der Bevölkerung erzeugt oder gesteigert werden“ solle. Dies lasse sich weder aus dem Inhalt der Parole noch sonstigen Umständen entnehmen.
Den Tatbestand des Verwendens von Kennzeichen verfassungswidriger Organisationen sah die Staatsanwaltschaft bei einem Beschuldigten indes als erfüllt an. Der Mann hatte zum Takt der Musik winkend den rechten Arm erhoben und mit Zeige- und Mittelfinger einen Hitlerbart nachgeahmt. Gegen ihn hat die Staatsanwaltschaft im Strafbefehlsverfahren eine Verwarnung mit Strafvorbehalt beantragt. Als Auflage solle eine Geldzahlung an eine gemeinnützige Organisation in Höhe von 2.500 Euro festgesetzt werden.
Das Ermittlungsverfahren gegen denjenigen, gegen den der Verdacht bestehe, das Video unkommentiert hochgeladen zu haben, stellte die Staatsanwaltschaft nach § 154 Abs. 1 StPO ein. Die zu erwartende Bestrafung wegen des Verwendens von Kennzeichen verfassungswidriger Organisationen falle gegenüber der zu erwartenden Bestrafung in einem anderen Strafverfahren gegen ihn nicht erheblich ins Gewicht.

### An anderen Orten
Durch die Staatsanwaltschaften Augsburg, Neubrandenburg, Halle und Hannover wurden Ermittlungsverfahren wegen Volksverhetzung durch die Parole „Deutschland den Deutschen, Ausländer raus!“ mangels Tatverdacht eingestellt, da die Aussage ohne Hinzutreten weiterer Umstände nicht den Tatbestand der Volksverhetzung erfülle.
Ein entsprechendes Ermittlungsverfahren durch die Staatsanwaltschaft Fulda wurde eingestellt, weil die Parole entgegen anderslautenden Aussagen gar nicht verwendet worden und daher auch nicht über deren Strafbarkeit zu entscheiden war. In Mönchengladbach stellten Strafverfolger die Ermittlungen ein, weil die Zeile nicht öffentlich gesungen worden war, in Essen, weil sie keine Tatverdächtigen identifiziert konnten.
Die Staatsanwaltschaft Oldenburg erhob wegen des Singens der Zeile gegen zwei Jugendliche Anklage wegen Volksverhetzung vor dem Amtsgericht Cloppenburg. Die zuständige Jugendrichterin lehnte eine Eröffnung des Verfahrens jedoch mangels Tatverdacht ab. Die hiergegen gerichtete Beschwerde der Staatsanwaltschaft wies das Landgericht Oldenburg zurück.
Vor dem Amtsgericht Fulda wurde ein Prozess gegen sechs Angeklagte wegen der Verwendung des Slogans und dem Tatvorwurf der Volksverhetzung eingestellt. Als Auflage wurde drei Angeklagten eine Geldzahlung in Höhe von 500 Euro an die Bildungsstätte Anne Frank auferlegt, einem weiteren Angeklagten ein begleiteter Besuch dieser. Die beiden verbleibenden Angeklagten wurden lediglich verwarnt. Der zuständige Richter begründete das Vorgehen damit, dass die Beteiligten geständig und bei Singen der Parole massiv alkoholisiert gewesen seien und keine verfassungswidrigen Symbole wie der Hitlergruß gezeigt worden waren.

## Reaktionen und Konsequenzen
Der Vorfall löste eine Welle der Empörung aus. Hochrangige Politiker, darunter Bundeskanzler Olaf Scholz, Innenministerin Nancy Faeser, Vizekanzler Robert Habeck, und auch Oppositionsführer Friedrich Merz, verurteilten die Gesänge scharf. Der ausländerfeindliche Zwischenfall in Kampen hat zu einer breiten öffentlichen Debatte über Rassismus und Fremdenfeindlichkeit in Deutschland geführt. Innerhalb der AfD (namentlich in der Jungen Alternative) gab es Vorstöße, die Ereignisse zu verharmlosen. Viele Menschen bekundeten in sozialen Medien und auf Demonstrationen ihre Haltung gegen Rassismus und rechtsextremes Gedankengut.
Die Gaststätte erreichten nach Bekanntwerden des Vorfalls Morddrohungen und beleidigende Kommentare. Die Betreiber des Lokals distanzierten sich in einer Stellungnahme von den Parolen und erstatteten Strafanzeige gegen die Personen, die ausländerfeindlichen Parolen skandiert hatten. Ein von der Gaststätte veröffentlichter Ausschnitt der Ton- und Videoaufnahme einer Sicherheitskamera dokumentiert, dass die ausländerfeindlichen Parolen nicht von einer großen Menge, sondern von einer kleinen Gruppe skandiert wurden, da die Gesänge nicht von der Sicherheitskamera erfasst wurden, sondern in der Musik und in dem Stimmengewirr unterging, das die Sicherheitskamera aufgezeichnet hatte. Mit der Veröffentlichung nahm der Betreiber sein Personal gegen Vorwürfe in Schutz, dass sie die Gesänge hätten rechtzeitig unterbinden müssen. Die Gaststätte äußerte außerdem, dass die Pfingsttage „einige der am besten besuchten Tage im Jahr“ seien und „mehr als 500 Menschen“ an jenem Tag in der Gaststätte gewesen seien.
In mindestens vier Fällen hatte der Vorfall für drei im publizierten Video bzw. auf den Videoaufzeichnungen des Gastronomiebetriebs zu sehende Personen unmittelbare Konsequenzen am Arbeits- oder Ausbildungsplatz. Eine Person war bei einer Influencerin angestellt, die in einem Posting auf Instagram die fristlose Beendigung des Arbeitsverhältnisses mitteilte und neben dem Video auch auf ihren eigenen Migrationshintergrund verwies. Die Hochschule der Beschuldigten erteilte zudem als Sofortmaßnahme ein zweimonatiges Hausverbot und schloss sie bis Ende Juli 2024 von den Lehrveranstaltungen aus. Darüber hinaus prüfte sie ergebnisoffen die Einleitung eines Exmatrikulationsverfahrens. Die Hochschule „hat bei der Entscheidung die Verhältnismäßigkeit abgewogen, da es sich bei einer Exmatrikulation um einen schweren Grundrechtseingriff handelt“, und „sich nach sorgfältiger Prüfung gegen die Einleitung eines solchen Verfahrens ausgesprochen“. Eine andere Person arbeitete bei einer Werbeagentur, die als weltoffenes Unternehmen ebenfalls umgehend eine fristlose Kündigung aussprach. Auch dem Berater eines mittelständischen Unternehmens, der im öffentlich bekannt gewordenen Video nicht zu sehen ist, aber anderweitig ermittelt werden konnte, wurde gekündigt.
Im Mai 2024 erklärte der Komponist und Liedtexter des Originalsongs, Gigi D’Agostino, Liebe währt ewig sei die einzige Bedeutung seines Liedes. D’Agostino erklärte in einer späteren Stellungnahme weiterhin: „Ich habe mir die Videos nie angeschaut. Was ich gehört habe, hat mich jedoch sehr beunruhigt und erschüttert. Rassismus ist in jeder Form etwas Schreckliches, er kann gefährlich werden.“
Im Mai 2025 erklärte das Pony, Maßnahmen gegen erneute Vorfälle zu ergreifen: Auf den Pfingstpartys solle es als Safe-Places bezeichnete Anlaufstellen (siehe Awareness-Team) geben, bei denen sich Gäste melden könnten. Besondere Schriftzüge auf den Einlass-Armbändern sollten zeigen, dass sich der Club gegen Rassismus ausspreche.

## Kontroversen zu Medienberichterstattung und Öffentlichkeit
Das im Verhältnis zum Anlass als übermäßig empfundene Medienecho wurde wiederholt kritisiert, auch da sich viele Zeitungen einseitig auf die (vermutete) Mittelstandszugehörigkeit der im Video zu sehenden Personen konzentrierten. Es wurde kritisiert, dass hierdurch Schadenfreude gegenüber den „rich kids“ provoziert worden sei, nicht jedoch kritisches Bewusstsein gegenüber deren Verhalten.
Auch die Prangerwirkung, die aufgrund von in manchen Publikationen unverpixelt gezeigten Personen hervorgerufen wird, rief Kritik hervor. Die Persönlichkeitsrechte der so ungewollt in die Öffentlichkeit gerückten Personen (§§ 22, 23 KUG) könnten durch die massenhafte Verbreitung als presserechtlich bedenklich gewertet werden. Andererseits könnte das Video aber auch wegen der enormen Aufmerksamkeit, die dem berichteten Ereignis entgegengebracht wurde, als zeitgeschichtliches Dokument zu sehen sein (§ 23 Abs. 1 Nr. 1 KUG). Insbesondere die unverpixelte Abbildung der Person, die einen Hitlergruß andeutet, könnte unter diesem Aspekt zulässig sein. Die bloß Mitsingenden und Mitfeiernden sowie der Kameramann müssten jedoch wahrscheinlich verpixelt werden.
Auf Antrag einer Frau aus dem Video erließ das Landgericht München I am 12. Juni 2024 eine einstweilige Verfügung. Darin untersagte das Gericht der Bild-Zeitung bzw. der Axel Springer Deutschland GmbH, das unverpixelte Video und zahlreiche Screenshots weiterzuverbreiten, den Vornamen der Frau zu nennen sowie eine Identifizierung von ihr mittelbar durch die Nennung des Namens ihres Freundes zu ermöglichen. Begründet wurde dies wegen der unzulässigen Prangerwirkung und sozialen Ausgrenzung. Nach Angaben von LTO deckt sich dieses Ergebnis mit der Einschätzung der Mehrzahl der befragten Medienrechtler.
Auch wurde das Doxing der beteiligten Personen kritisiert, also dass die Vor- und Zunamen bekannt wurden und sich im Internet schnell verbreiteten, was zu einer Welle von Hass gegen die am Video beteiligten Personen sowie auch unbeteiligter Personen mit zufälliger Namensähnlichkeit oder mutmaßliche Familienangehörige führte. Im Falle einer offiziellen Bekanntgabe müsse man in solchen Fällen immer zwischen dem Persönlichkeitsrecht und einem besonderen öffentlichen Informationsinteresse abwägen, das erst dann gegeben sein könne, wenn die Personen beispielsweise mandatierte Mitglieder einer politischen Organisation seien.
Im Juli erlaubte das Landgericht München I der „Bild“-Zeitung, über die Vorgänge unter Verwendung eines unverpixelten Bildes aus dem Video, auf dem die Feiernden abgebildet sind, zu berichten. Die identifizierende Berichterstattung berühre zwar das allgemeine Persönlichkeitsrecht, dies müsse jedoch in Abwägung mit dem durch Art. 5 Abs. 1 GG geschützten, im konkreten Fall überwiegenden Berichterstattungsinteresse der Zeitung hingenommen werden. Auch die Darstellung der Zeitung, dass der abgebildete Mann „den rechten Arm zum Hitlergruß“ hebe, sei zulässig, „weil sie wahr ist“, auch wenn dies ebenfalls sein allgemeines Persönlichkeitsrecht berühre. Am 17. September 2024 nahm der abgebildete Mann seine Berufung gegen das Urteil vor dem Oberlandesgericht München zurück, womit das Urteil rechtskräftig wurde. Die „Bild“-Zeitung erklärte, man verzichte aber trotz dieses Erfolgs darauf, die Feiernden der Sylt-Party weiter identifizierend zu zeigen.

## Ähnliche Vorfälle
Einer breiteren Öffentlichkeit wurde die Umdichtung durch einen Eklat auf einem Dorffest in Mecklenburg-Vorpommern bekannt: Beim Erntedankfest in der 300-Seelen-Gemeinde Bergholz (Amt Löcknitz-Penkun) im Landkreis Vorpommern-Greifswald hatte am Sonntag, den 1. Oktober 2023 eine große Gruppe junger Männer die ausländerfeindliche Parolen zum Song gegrölt. Der Fall sorgte erst bundesweit für Schlagzeilen, als sich ab Mitte November 2023 ein Video des Vorfalls in den sozialen Netzwerken verbreitete. Im Video war neben der Grölerei auch ein Mann zu sehen, der einen Pullover mit dem Wappen Preußens trägt. Das kleine Dorf in Mecklenburg-Vorpommern bemühte sich nach Bekanntwerden des Skandals um Schadensbegrenzung: Ulrich Kersten, Bürgermeister der Gemeinde, kündigte damals gegenüber der Ostsee-Zeitung an, zwei der bereits identifizierten jungen Männer hätten künftig Hausverbot. Auch der Staatsschutz ermittelte wegen des Verdachts der Volksverhetzung. Einige Tage nach dem Eklat verschwand der Vorfall wieder aus den Schlagzeilen.
Im Anschluss an die Medienberichterstattung über die Ereignisse im Sylter Pony-Club wurden deutschlandweit immer mehr Vorfälle aus der jüngeren Vergangenheit bekannt:
- Bei der Jungen Union in Mönchengladbach soll im Dezember 2023 bei der Weihnachtsfeier das Lied L’amour toujours mit den rassistischen Parolen „Deutschland den Deutschen, Ausländer raus“ gesungen worden sein. Die Staatsanwaltschaft Mönchengladbach bestätigte auf Nachfrage einen entsprechenden Bericht der Rheinischen Post. Es werde wegen des Anfangsverdachts der Volksverhetzung gegen „mehrere Beschuldigte“ ermittelt.[72]

- Am 8. Februar 2024 wurden beim Lumpigen Donnerstag in Landsberg zum Lied L’amour toujours ausländerfeindliche Parolen öffentlich auf einem Faschingswagen gesungen, das entsprechende Ermittlungsverfahren durch die Staatsanwaltschaft Augsburg später jedoch mangels Strafbarkeit eingestellt.[73]

- Die Polizei ermittelt auch wegen möglicher rassistischer Gesänge zu demselben Lied auf der Ostseeinsel Fehmarn. Bei einer Tanzveranstaltung sollen dort rund 15 Personen in der Nacht zum 5. Mai 2024 laut Polizei „ausländerfeindliche Parolen“ gesungen haben.[74]

- Am 27. Mai 2024 wurde öffentlich, dass es ebenfalls im Mai 2024 zu einem vom Schleswig-Holsteiner Bildungsministerium bestätigten ähnlichen Vorfall am Eliteinternat Louisenlund gekommen war, wobei auf einer Schülerparty rechtsextreme Parolen gesungen wurden.[75][76] Außerdem wird von weiteren Vorfällen auf dem Erlanger Bergkirchweih, wo zwei Männer eine ausländerfeindliche Parole anstimmten,[77] sowie auf einem Schützenfest in Löningen, wo ebenfalls mehrere Männer volksverhetzende Parolen zu L’amour toujours anstimmten, gesprochen.[78]

- Ebenfalls im bayerischen Bad Kötzting sollen auf einem Pfingstfest am 18. und 25. Mai rassistische Parolen gefallen sein, die staatsschutzrechtliche Ermittlungen zur Folge haben.[79]

- Auch auf einem Schützenfest in Altendorf (Brome), so der NDR, soll es in der Nacht vom 25. auf den 26. Mai rassistische Gesänge gegeben haben.[80]

- Am 24. Mai wurde in Magdeburg gegen zwei Männer im Alter von 22 und 27 Jahren ein Ermittlungsverfahren eingeleitet, da sie aus dem Auto heraus, um den Magdeburger Dom fahrend, ebenfalls zu L’amour toujours ausländerfeindliche Parolen sangen.[81]

- In Hamburg hat das Landeskriminalamt für Staatsschutzdelikte (LKA 7) Ermittlungen aufgenommen, da auf dem Schlagermove 2024 in St. Pauli während des Abspielens von L’amour toujours eine Gruppe von Personen ausländerfeindliche Parolen rief und ein Teil der Gruppe auch den Hitlergruß gezeigt haben soll.[82]

- Beim Döpelfest in Solingen-Ohligs soll ein junges Paar am 25. bzw. am 26. Mai 2024 ebenfalls rassistische Parolen zu L’amour toujours angestimmt haben.[83]

- In Leißling bei Weißenfels wurden beim traditionellen „Eierbetteln“ vom 25. bis 27. Mai ebenso ausländerfeindliche Parolen zu L’amour toujours gerufen.[84]

- Am Sonntagabend den 26. Mai 2024 auf dem Stuttgarter Schloßplatz sangen Fans von Galatasaray Istanbul, die die Meisterschaft des Vereins in der türkischen Süper Lig feierten, die Worte „Ausländer raus“ zum Song von d’Agostino. Die verantwortliche Staatsanwaltschaft leitete Ermittlungen ein.[85] Auch die Galatasaray-Fans am Hamburger Jungfernstieg stimmten am gleichen Tag die Worte „Deutschland den Deutschen, Ausländer raus“ an, auch zum Song „L‘Amour Toujours“. Der Staatsschutz leitete dazu ein Ermittlungsverfahren ein.[86]

- Bei einer Feier der Landjugend/Jungbauern im Zillertal am 7. Juni wurden zu L’amour toujours ausländerfeindliche Texte gesungen.[87]

- Auf einer Wahlparty zur Europawahl 2024 am 9. Juni sang der schwedische Abgeordnete David Lång den deutschen Text „Ausländer raus“ und trat tags darauf zurück.[88]

- Im Juni 2024 erhielten acht junge Frauen aus Osteuropa beim Singen des Stücks einen Platzverweis in Cochem. Dabei stellte sich heraus, dass die Mehrzahl von ihnen kein Deutsch sprach.[89]

- Am 22. Juni 2024 wurde auf der privat gecharterten „MS Gera“ beim Anlegen in Saalburg-Ebersdorf von Teilnehmern einer Tuning-Party mit mehr als 120 Gästen zu L’amour toujours „Ausländer raus“ und „Deutschland den Deutschen“ gesungen sowie der Hitlergruß gezeigt und „Heil Hitler“ gerufen. Es existiert ein Video, das als Beweismittel ausgewertet wird.[90]
- Am 13. September 2024 sollen nach Polizeiangaben drei Männer im Alter von 35 bis 39 Jahren auf dem Eisleber Wiesenmarkt im Chor einen „entfremdeten und volksverhetzenden Text“ zu L’amour toujours angestimmt haben. Ein Ermittlungsverfahren wegen des Verdachts der Volksverhetzung wurde von der Polizei eingeleitet.[91]
- Im April 2025 wurde gegen eine Schülergruppe ermittelt, die die Parole in der KZ-Gedenkstätte Bergen-Belsen gesungen hatte.[92]

Im Juli 2024 gab die Polizei bekannt, dass es in allen Bundesländern außer Bayern und Sachsen wegen ausländerfeindlicher Parolen zu L’amour toujours von Oktober 2023 bis Juni 2024 über 360 Polizeieinsätze gab.
Bei einer repräsentativen Umfrage des Meinungsforschungsinstituts YouGov unter Menschen mit deutscher Staatsbürgerschaft gaben „zwölf Prozent der Befragten an, einen vergleichbaren Vorfall bereits selbst einmal miterlebt zu haben. 78 Prozent der Bundesbürger haben Vergleichbares persönlich noch nie gesehen oder gehört. Vier Prozent der Teilnehmer der Umfrage waren sich unsicher. Lediglich sechs Prozent der Befragten gaben an, der Vorfall auf Sylt sei ihnen nicht bekannt. Männer sowie Bürgerinnen und Bürger, die in Ostdeutschland leben, gaben etwas häufiger an, bereits Augenzeugen eines solchen Vorfalls gewesen zu sein.“